# Луке (Чајниче)
Луке је насељено мјесто у општини Чајниче, Република Српска, БиХ. Према попису становништва из 1991. у насељу је живјело 351 становника.

## Становништво 1991.
Према попису становништва из 1991. године, мјесто је имало 351 становника.